# バスケットボールガボン代表
バスケットボールガボン代表（バスケットボールガボンだいひょう、Gabon men's national basketball team）は、ガボンバスケットボール連盟により国際大会に派遣される男子バスケットボールのナショナルチームである。

## 歴史
2015年アフリカ選手権の8位が最高成績である。

## 主な国際大会成績
- オリンピック
  - 出場なし
- ワールドカップの成績
  - 出場なし
- アフリカ選手権の成績
  - 1993年 ― 9位
  - 2005年 ― 9位
  - 2015年 ― 8位